# 芦原市
もしかして
- あわら市

ではありませんか？
 2004年に福井県芦原町と金津町が合併し「あわら市（あわらし）」が発足。芦原市だった期間は存在しない。